# 冀州区
冀州区是中华人民共和国河北省衡水市市辖区。位于河北中南部，華北平原腹地，滏阳河流经本市。北距北京300公里，西距河北省省會石家莊110公里。區人民政府駐冀州鎮冀新西路239號。

## 历史
秦属巨鹿郡，西汉置信都县，为信都郡郡治。曹魏时信都郡改为安平国，信都县仍为安平国都，并为冀州州治。西晋、十六国、北朝时期均为冀州州治、信都郡治。隋朝开皇年间废郡，遂为冀州州治。唐宋金皆因之，隋大业和唐天宝年间曾改冀州为信都郡。元朝属真定路，明朝省信都县入冀州，属真定府。清升为冀州直隶州。1913年废州为冀县，属冀南道。1994年设冀州市。2016年， 撤销冀州市，设立衡水市冀州区。

## 人口
冀州区下轄11個鄉鎮，412個村，2010年，總人口36.2萬人。
根據第七次人口普查數據，截至2020年11月1日零時，冀州區常住人口304854人。

## 地理

### 位置
東與棗強縣（衡水）為鄰，南與南宮市、新河縣（邢臺）接壤，西與寧晉縣（邢臺）、辛集市（石家莊）相連，北隔衡水湖與桃城區（衡水）相望。

### 地势
全境東南部和西北部稍高，東北部較低，海拔高度為21.5至26.5米，地勢較為平坦，土壤質地適中，土層深厚。

### 氣候
冀州處於暖溫帶半乾旱地區，大陸季風氣候特點顯著，春季乾燥多風，夏季炎熱多雨，秋季天高氣爽，冬季寒冷少雪，四季分明，光照充足，寒旱同期，雨熱同季，光熱資源比較豐富。氣候資源有利於作物生長，但由於大陸季風氣候影響，大風低溫乾旱等氣象災害對農業生產也有一定影響。
年平均氣溫12.7℃,最冷月為一月份,平均氣溫-4.2℃，最熱月為7月份，平均氣溫27.1℃，年降水量平均510.3毫米，歷年平均光照時數為2571.2小時，無霜期平均為192天。

### 土地資源
冀州是古黃河、漳河、滹沱河等水流沖積而成的低窪平原。地勢平坦，土壤質地比較適中。沙壤質和輕壤質土壤占總土種的85.3%，是糧食、棉花生長發育較理想的土壤，中壤質土壤占總土種的14.7%,適宜種植糧食作物。耕地面積較大，土壤類型較多，有利於發展多種經營。地勢平坦，有利於提高農田基本建設和機械化水平。部分土壤土體結構不良，母質含鹽鹼量較高。

### 水資源
冀州市因受西部太行山影響，大陸性氣候明顯，屬半乾旱季風氣候區，境內地上水資源主要由大氣降水，外來客水，石津渠水三部分組成。地表水產生多集中在7月下旬、8月上旬。每平方公里多年平均為2.3萬立方米,分佈均衡。地下水從上到下分為淺水層、鹹水、深層淡水三種。冀州市地表水可利用水資源為5243萬立方米，地下水可利用資源為700萬立方米，合計為5943萬立方米。水資源屬於比較缺乏狀態，解決水資源不足的著眼點在於：科學用水，節約用水；攔洪蓄水，引客水；待大型跨流域南水北調工程實現之後，水資源缺乏問題可以得到徹底解決。

### 地熱資源
冀州市有四處地勢異常地段，均與斷層構造，基巖形態有密切關係，多分佈於凸起上。1.徐莊、堤里王一帶，適於利用鬆散蓋層中的中低溫熱水。2.傅官至衡水北沼一帶,鬆散蓋層可得中低溫水,基巖中可得巖溶裂隙高溫熱水,礦化度低,水量大，水頭高。3.西王莊、門莊一帶，鬆散蓋層可得中低溫熱水。4

### 河流湖泊
冀州屬於海河流域子牙河水系和黑龍港流域南排河水系，境內河流較多。東有老鹽河故道，南有索蘆河。西南與西部有西沙河與滏陽河。在根治海河中興建的滏陽新河、滏東排河橫貫境內，是行洪排水主要河道。市區北郊有北方稀有的平原淡水湖，冀州湖位於冀州区和桃城区交界處，總面積75平方公里，在冀州境內為57平方公里，當地人稱“千頃洼”，官方稱為“衡水湖”，但湖大部分在冀州境內，稱為“冀州湖”而更貼切，是華北平原第二大淡水湖，面積和蓄水量僅次於白洋澱。其生物多樣性和完整的淡水濕地生態系統在華北內陸地區具有典型代表性。該湖已被河北省批准為省級濕地保護區；沿106國道，在大約270-300公里處可到湖邊，或沿在建的大廣高速路也可到達。2000年，被國家林業局和省政府命名為省級濕地自然保護區。

## 行政区划
冀州区下辖7个镇、4个乡：
冀州镇、官道李镇、南午村镇、周村镇、码头李镇、西王镇、门家庄乡、徐家庄乡、北漳淮乡、小寨乡和社区建设办公室。

## 交通
- 公路： 106国道、 240国道、 339国道、 393省道
- 高速公路： 邢衡高速邢衡高速[6]

## 教育
- 河北冀州中学